# Universal Migrator Part 2: Flight of the Migrator
Universal Migrator Part 2: Flight of the Migrator je páté studiové album hudebního projektu Ayreon nizozemského hudebníka Arjena Lucassena. Vyšlo 20. července 2000 u vydavatelství Transmission Records. Příběh přímo navazuje na koncept předchozí desky Universal Migrator Part 1: The Dream Sequencer vydané o měsíc dříve. Rozdíl je ale v hudebním stylu. Zatímco předchozí album bylo spíše progresivně rockové, tentokrát se zde uplatňují tvrdší prvky Lucassenovy tvorby.

## Seznam skladeb
Všechny skladby napsal(i) Arjen Lucassen. 
| Pořadí         | Název                                               | Hlavní zpěvák                | Délka   |
| -------------- | --------------------------------------------------- | ---------------------------- | ------- |
| 1.             | Chaos                                               | Lana Lane (jen proslov)      | 5:11    |
| 2.             | Dawn of a Million Souls                             | Russell Allen, Damian Wilson | 7:45    |
| 3.             | Journey on the Waves of Time                        | Ralf Scheepers               | 5:48    |
| 4.             | To the Quasar" - II. "Quasar 3C273                  | Andi Deris, Lane             | 8:43    |
| 5.             | Into the Black Hole" - III. "The Final Door         | Bruce Dickinson, Lane        | 10:25   |
| 6.             | Through the Wormhole                                | Fabio Lione, Lane            | 6:05    |
| 7.             | Out of the White Hole" - III. "The Search Continues | Timo Kotipelto               | 7:11    |
| 8.             | To the Solar System" - II. "System Alert            | Robert Soeterboek            | 6:12    |
| 9.             | The New Migrator" - II. "Sleeper Awake              | Ian Parry, Lane              | 8:17    |
| Celková délka: | Celková délka:                                      | Celková délka:               | 1:05:35 |

## Obsazení
- Arjen Lucassen – zpěv, kytary, basa, klávesy, mellotron, Hammondovy varhany

Hosté
- Bruce Dickinson – zpěv
- Russel Allen – zpěv
- Ralf Scheepers – zpěv
- Andi Deris – zpěv
- Damian Wilson – zpěv
- Fabio Lione – zpěv
- Timo Kotipelto – zpěv
- Ian Parry – zpěv
- Robert Soeterboek – zpěv
- Lana Lane – zpěv
- Erik Norlander – klávesy, syntezátory, Hammondovy varhany, piáno
- René Merkelbach – klávesy
- Clive Nolan – klávesy
- Keiko Kumagai – hammondy
- Michael Romeo – kytary
- Oscar Holleman – kytary
- Gary Wehrkamp – kytary
- Ed Warby – bicí